# Манжос Борис Семенович
Борис Семенович Манжос (20 лютого 1891, Київ — ?) — український радянський педагог, дидакт, практик-експериментатор, учасник розбудови системи освіти на основі марксистської ідеології.

## Біографічні відомості
Закінчив четверту Київську гімназію (1909), Московський університет (1914). Прослухав цикл лекцій на педагогічних курсах Ґ. Кершенштайнера в Мюнхені (Німеччина, 1913).
Учасник Першої світової війни. У 1917 році повернувся до Києва. У 1918—1922 рр. — учитель української мови й літератури в Київській жіночій гімназії С. В. Ігнатьєвої, директор шкіл Київської губернії.
Працював завідувачем відділу соціального виховання Київського повітового відділу народної освіти (1922), інспектором Київського губернського відділу соціального виховання (1923).
З 1923 року — в Київському інституті народної освіти: керівник педагогічної практики (1923), керівник кафедри дитячого руху (1924), викладач політехнічної освіти та організації педагогічної практики (від 1930).
Завідувач навчальної частини в дитячому містечку «Ленінське» — навчально-виховному закладі для безпритульних дітей (від 1924, Київ). Водночас від 1930 — помічник директора з навчальної роботи Польського інституту соціального виховання (Київ).
У 1926 організував першу в Україні фабрично-заводську семирічку при Київському паровозовагонному ремонтному заводі з метою надання дітям загальної освіти й політехнічної підготовки. Розробляв нові програми для фабрично-заводських семирічок (у 1926—1934 рр. були однією з провідних форм навчання в Україні).
7 лютого 1931 року заарештований за звинуваченням у підривній контрреволюційній діяльності. Звільнений того ж року. Після 1938 року, ймовірно, заарештований удруге та відправлений до таборів, де й загинув.

## Основні праці
- Коротка азбука радянського вчителя (Спроба марксистського висвітлення педагогічних ідей). Київ, 1922;
- Марксизм і музика // Музика. 1923. № 1;
- Дитрух і школа // Радянська освіта. 1923. № 11–12;
- Колективізація при Дальтон-плані // Радянська освіта. 1924. № 7;
- Учебно-производственный труд в школе соцвоса. Москва, 1927;
- Планування з дітьми в старшому концентрі трудшколи // Шлях освіти. 1927. № 6–7;
- Дві теорії навчання. Проблеми навчання Gestaltpsychologie та бігевіоризм // Шлях освіти. 1928. № 12;
- Дитяча праця в шкільних майстернях. К., 1929.
- Основы советской дидактики. Ч. 1. Аналитика педагогического процесса. Москва, 1930.